# Swift Engineering
Swift Engineering est une société d'ingénierie américaine principalement connue pour sa production de monoplaces de course utilisées dans des championnats comme la Formule Ford, le Champ Car ou la Formula Nippon. Depuis 2000, l'entreprise s'est diversifiée vers le secteur aéronautique et spatial, marché où se concentre aujourd'hui la majorité des activités.

## Histoire

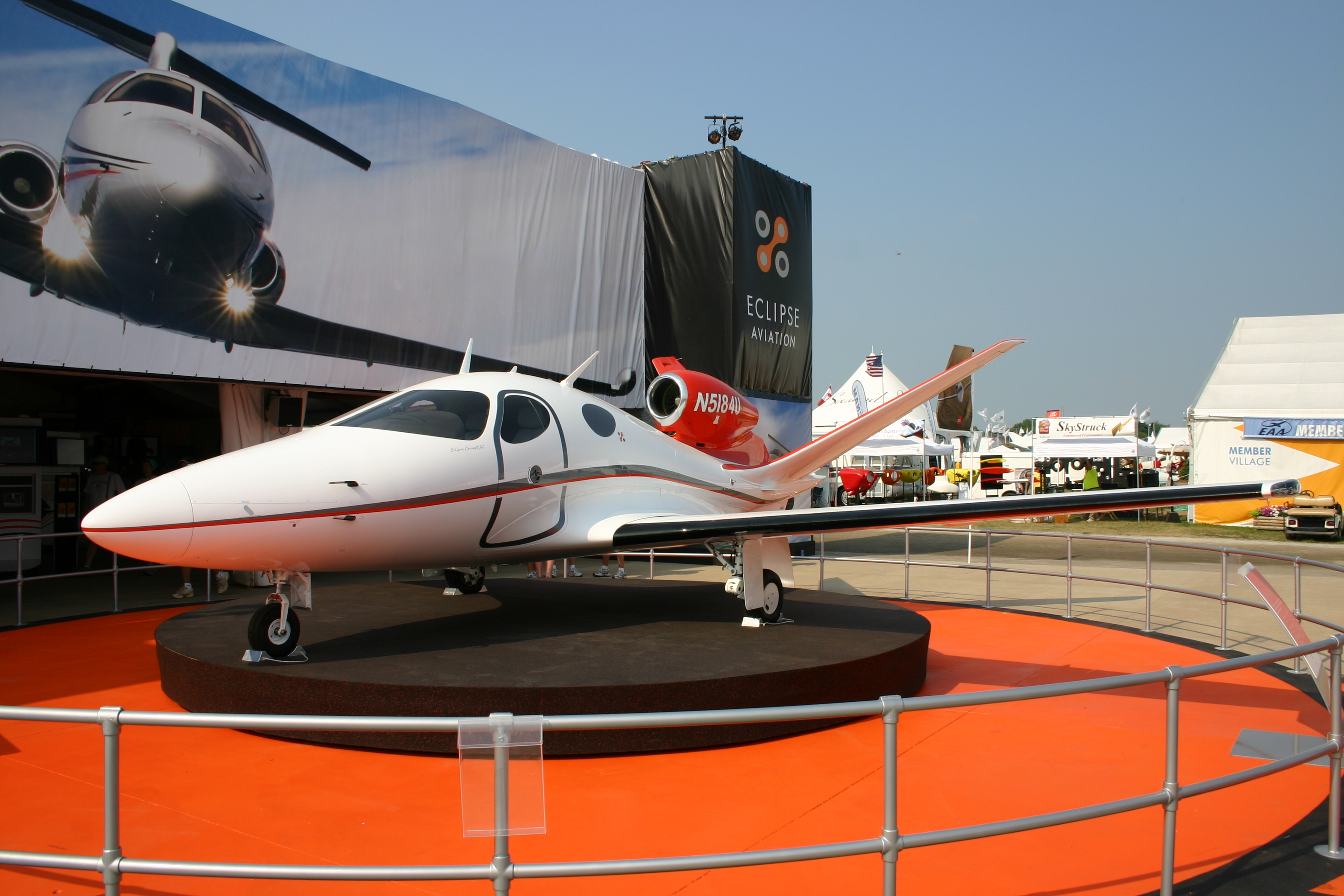
L'Eclipse 400

L'entreprise Swift Cars est fondée en 1983 par David Bruns, Alex Cross, R.K. Smith et Paul White. Après avoir produit des Formules Ford, Swift remporte la Formule Atlantic de 1989 à 1992.
En 1991, Swift est racheté par Hiro Matsushita, pilote d'Indycar et héritier du fondateur de Panasonic. Swift Cars devient « Swift Engineering ».
De 1997 à 2000, la participation au championnat CART est marquée par une victoire dès la première course sur le Homestead-Miami Speedway par Michael Andretti de l'écurie Newman/Haas Racing.
À partir de 1998, Swift devient le fournisseur exclusif de l'Atlantic Championship et le restera jusqu'en 2009 et la suspension du championnat. C'est aussi à partir de 2009 que le nouveau châssis FN09 est utilisé en Formula Nippon.

## Aviation
En 2007, Swift Engineering réalise avec Eclipse Aviation un prototype de jet quatre-places ultra-léger, l'Eclipse 400.